# Kanton Soissons-Sud
Der Kanton Soissons-Sud war von 1973 bis 2015 ein französischer Wahlkreis im Arrondissement Soissons, im Département Aisne und in der Region Picardie; sein Hauptort war Soissons. Die landesweiten Änderungen in der Zusammensetzung der Kantone brachten zum März 2015 seine Auflösung.

## Gemeinden
Der Kanton bestand aus elf Gemeinden:
| Gemeinde         | Einwohner Jahr | Fläche km² | Bevölkerungsdichte | Code INSEE | Postleitzahl |
| ---------------- | -------------- | ---------- | ------------------ | ---------- | ------------ |
| Belleu           | 3.861 (2013)   | 4,53       | 852 Einw./km²      | 02064      | 02200        |
| Berzy-le-Sec     | 401 (2013)     | 11,69      | 34 Einw./km²       | 02077      | 02200        |
| Billy-sur-Aisne  | 1.143 (2013)   | 7,47       | 153 Einw./km²      | 02089      | 02200        |
| Courmelles       | 1.781 (2013)   | 6,76       | 263 Einw./km²      | 02226      | 02200        |
| Mercin-et-Vaux   | 964 (2013)     | 7,77       | 124 Einw./km²      | 02477      | 02200        |
| Missy-aux-Bois   | 114 (2013)     | 3,04       | 38 Einw./km²       | 02485      | 02200        |
| Noyant-et-Aconin | 502 (2013)     | 4,6        | 109 Einw./km²      | 02564      | 02200        |
| Ploisy           | 81 (2013)      | 2,87       | 28 Einw./km²       | 02607      | 02200        |
| Septmonts        | 571 (2013)     | 4,8        | 119 Einw./km²      | 02706      | 02200        |
| Soissons         | 28.472 (2013)  | –          | – Einw./km²        | 02722      | 02200        |
| Vauxbuin         | 779 (2013)     | 5          | 155 Einw./km²      | 02770      | 02200        |

## Einwohner
| Bevölkerungsentwicklung | Bevölkerungsentwicklung |
| Jahr                    | Einwohner               |
| ----------------------- | ----------------------- |
| 1990                    | 29.103                  |
| 1999                    | 28.233                  |
| 2006                    | 27.686                  |
| 2011                    | 27.244                  |

## Politik
| Vertreter im conseil général des Départements | Vertreter im conseil général des Départements | Vertreter im conseil général des Départements |
| Amtszeit                                      | Name                                          | Partei                                        |
| --------------------------------------------- | --------------------------------------------- | --------------------------------------------- |
| 1982–2001                                     | Mario-Louis Craighero                         | PS                                            |
| 2001–2008                                     | Pascal Tordeux                                | UMP                                           |
| 2008–2015                                     | Serge Vallée                                  | PCF                                           |